# IC 1133
IC 1133 је спирална галаксија у сазвјежђу Змија која се налази на листи објеката дубоког неба у Индекс каталогу.
Деклинација објекта је + 15° 34' 24" а ректасцензија 15h 41m 12,0s. Привидна величина (магнитуда) објекта IC 1133 износи 14,1 а фотографска магнитуда 14,8. Налази се на удаљености од 44,527 милиона парсека од Сунца. IC 1133 је још познат и под ознакама UGC 9973, MCG 3-40-25, CGCG 107-24, IRAS 15388+1544, PGC 55793.